# 反地球温暖化協会 (タイ)
反地球温暖化協会（タイ語名:สมาคมต่อต้านสภาวะโลกร้อน、英語:Stop Global Warming Association）は、タイ王国の地球温暖化防止を掲げる環境NGO。

## 概要
反地球温暖化協会は、シースワン・ヂャンヤー（ศรีสุวรรณ จรรยา）を代表とする環境NGO。2010年3月、マープタープット団地公害問題では、住民とともに公害事業を推進する政府機関に対して訴訟を起こしている。その一方、同年4月、北部タイ煙害問題に対して、タイ保健振興財団とともにタイ北部のNGOとの連携を進めている。